# Kardinalska imenovanja pape Aleksandra VII.
Papa Aleksandar VII. za vrijeme svoga pontifikata (1655. – 1667.) održao je 6 konzistorija na kojima je imenovao ukupno 38 kardinala.

## Konzistorij 9. travnja 1657. (I.)
1. Flavio Chigi, seniore, nećak Njegove Svetosti, apostolski protonotar
2. Camillo Melzi, kapuanski nadbiskup
3. Giulio Rospigliosi, tarški naslovni nadbiskup.[a]
4. Nicola Guidi di Bagno, atenski naslovni nadbiskup
5. Girolamo Buonvisi, laodicejski naslovni nadbiskup, prefekt odaja Njegove Svetosti
6. Francesco Paolucci, referent Sudišta Apostolske signature pravde i milosti
7. Scipione Pannocchieschi d'Elci, nadbiskup Pise[b]
8. Girolamo Farnese, patranski naslovni nadbiskup, prefekt Apostolske palače i guverner Castelgandolfa[b]
9. Antonio Bichi, osimski biskup[c]
10. Francesco Maria Sforza Pallavicino, S.J.[b]

## Konzistorij 29. travnja 1658. (II.)
1. Volumnio Bandinelli, saslušatelj Apostolske komore[d]
2. Odoardo Vecchiarelli, saslušatelj Apostolske komore[d]
3. Giacomo Franzoni, glavni blagajnik Apostolske komore[d]

## Konzistorij 5. travnja 1660. (III.)
1. Franz Wilhelm von Wartenberg, regensburški biskup
2. Pietro Vidoni, stariji, biskup Lodija
3. Gregorio Barbarigo, bergamski biskup[e]
4. Pascual de Aragón, talaverski arhiđakon, Španjolska
5. Francesco Maria Mancini, referent Sudišta Apostolske signature pravde i milosti

## Konzistorij 14. siječnja 1664. (IV.)
1. Girolamo Boncompagni, bolonjski nadbiskup
2. Carlo Bonelli, korintski naslovni nadbiskup
3. Celio Piccolomini, cezarejski naslovni nadbiskup
4. Carlo Carafa della Spina, aversanski biskup
5. Alfonso Litta, milanski nadbiskup[f]
6. Neri Corsini, damietanski naslovni nadbiskup[f]
7. Giacomo Filippo Nini, korintski naslovni nadbiskup, prefekt Apostolske palače[f]
8. Paluzzo Paluzzi Altieri degli Albertoni, glavni saslušatelj Apostolske komore[f]
9. Cesare Maria Antonio Rasponi, tajnik Svete konzulte[f]
10. Giannicolo Conti, rimski prefekt[f]
11. Angelo Celsi, saslušatelj Svete Rimske rote
12. Paolo Savelli, klerik Apostolske komore

## Konzistorij 15. veljače 1666. (V.)
1. Giulio Spinola, laodicejski naslovni nadbiskup, nuncij u Austriji[g]
2. Carlo Roberti, tarški naslovni nadbiskup, nuncij u Francuskoj[g]
3. Vitaliano Visconti, efeški naslovni nadbiskup, nuncij u Španjolskoj[g]
4. Innico Caracciolo, stariji, dekan klerika Apostolske komore[g]

## Konzistorij 7. ožujka 1667. (VI.)
1. Giovanni Delfino, akvilejski patrijarh
2. Guidobald von Thun, salcburški nadbiskup, Austrija
3. Louis de Vendôme
4. Luis Guillermo de Moncada Aragón, vojvoda od Bivone, Španjolska